# Anti-Jo1-Antikörper
Anti-Jo 1 ist ein 1980 erstmals identifizierter Myositis-spezifischer Antikörper aus der Familie der Antisynthetase-Antikörper. Er ist assoziiert mit dem sogenannten Antisynthetase-Syndrom (ASS), sichert die Diagnose einer Polymyositis und wird mittels ELISA nachgewiesen. Der Name leitet sich von John P. ab, dem ersten Patienten, bei dem solch ein Antikörper nachgewiesen wurde.

## Entstehung
Zurzeit ist noch unklar, welcher Mechanismus zur Bildung dieses Antikörpers führt. Eine Hypothese besagt, dass es sich um ein Molecular-mimicry-Phänomen im Zuge einer Infektion mit Picorna-Viren handelt. Dabei bildet der Organismus einen Antikörper gegen ein Enzym dieser Viren, der sich aber auch gegen einen essentiellen Bestandteil der körpereigenen Proteinbiosynthese richtet, eine Aminoacyl-tRNA-Synthetase (Histidyl-tRNA-Synthetase). Es wurde beobachtet, dass Anti-Jo-1-Antikörper im Verlauf der Erkrankung in ihrer Klasse geswitcht werden und bezüglich ihrer Affinität eine Zunahme erleben. Deshalb wird angenommen, dass diesem Prozess eine T-Zell-vermittelte Immunantwort zugrunde liegt.

## Bedeutung
Ein erhöhter Anti-Jo-1-Antikörperspiegel im Serum ist in etwa 20 % der Fälle von Dermatomyositis und Polymyositis zu beobachten. Während Anti-Jo 1 besonders spezifisch für Polymyositis ist, sind andere Antisynthetase-Antikörper, wie Anti-OJ und Anti-PL12 eher für Dermatomyositis charakteristisch. Es ist jedoch nicht klar, ob Anti-Jo-1-Antikörper ursächlich an der Entstehung oben genannter Erkrankungen beteiligt sind.

## Messung
Der Nachweis des Anti-Jo-1-Antikörpers im Serum geschieht labortechnisch mittels ELISA. Als Antigen hierfür dient eine rekombinant hergestellte Histidyl-tRNA-Synthetase. Sensitivität und Spezifität dieses Tests liegen bei nahezu 100 %, wobei zu beachten ist, dass hiermit nur der Antikörpernachweis und nicht etwa der Krankheitsnachweis gemeint ist. Früher gelang die Detektion mittels Doppeldiffusion unter Verwendung eines bovinen Leber- oder Thymusantigens.

## Anti-Synthetase-Syndrom
Mittlerweile wurde ein eigenes Syndrom definiert, das sogenannte Antisynthetase-Syndrom (ASS). Es wird beschrieben als eine idiopathische entzündliche Myopathie und chronische, systemische Autoimmunerkrankung mit Anwesenheit von Antisynthetase-Antikörpern, wie zum Beispiel Anti-Jo 1. Die einzelnen Teile dieses Symptomkomplexes sind: Myositis, interstitielle Lungenerkrankung, Arthritis, Raynaud-Phänomen, Fieber und Hyperkeratose an den Händen („Mechanikerhände“).